# Creación de valor

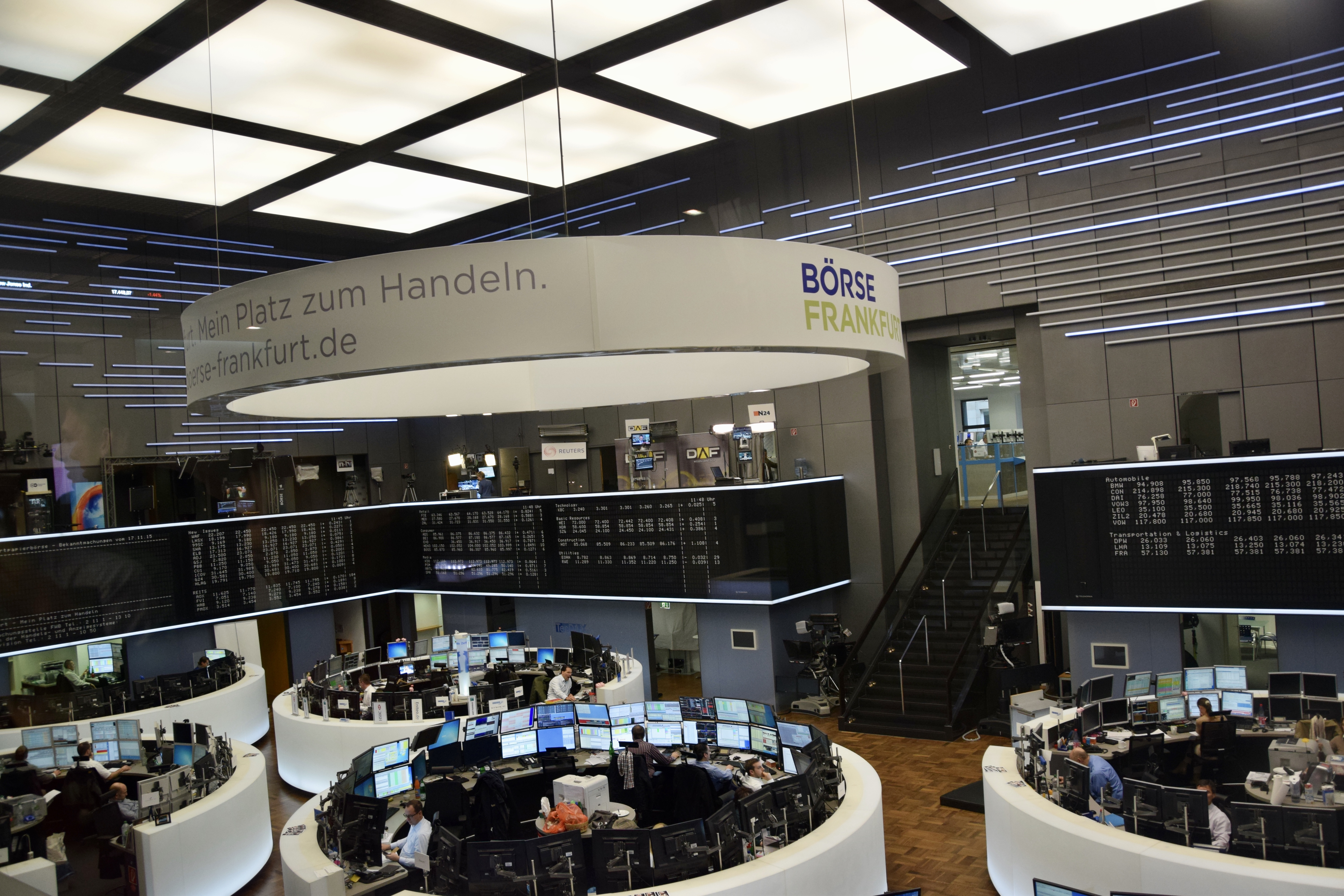
Bolsa de Fráncfort del Meno. La creación de valor se refiere frecuentemente a las actividades que hacen evolucionar la cotización de las acciones de una empresa mejor que sus competidoras.

La creación de valor o generación de valor es el proceso por el cual se da valor económico a algo que no lo tenía o se incrementa el valor de algo que ya lo tenía. Por ejemplo, la transformación de terrenos de secano en regadío incrementa su valorː la gente está dispuesta a pagar más dinero por ellos, porque la productividad de la cosecha es mayor.
No debe confundirse con la creación de riqueza, que es otra forma de denominar el desarrollo económico.
Tampoco debe confundirse con la plusvalía, tanto en su sentido marxista como en el que le da la RAE, «incremento del valor de un bien por causas extrínsecas a él».
Un concepto relacionado es la valorización de residuos (reciclaje), base de la economía circular.

## Concepto
La creación de valor es un término especialmente utilizado en el ámbito empresarial donde significaː «conjunto de actividades que aumentan el valor de una empresa para sus accionistas». Se consigue crear valor de forma durable cuando las inversiones arrojan una rentabilidad superior al coste medio ponderado del capital.
Una empresa puede tener como objetivo la creación de  valor para el accionista, con el fin de incrementar la riqueza de sus dueños y de sus accionistas.

## En finanzas
En las finanzas, el término creación de valor designa el objetivo financiero de las empresas para con sus accionistas.
Se crea valor cuando las inversiones tienen una tasas de rentabilidad superior a la exigida para los riesgos que esa inversión conlleva (cuanto mayor es el riesgo de una inversión, mayor debe ser su rentabilidad potencial para que compense efectuarla).
Si no se respeta esta condición, el valor de la acción disminuirá.
La creación de valor se considera el producto Productividad X Coste. Este producto es el resultado de la capacidad de la empresa para, teniendo en cuenta el riesgo, realizar inversiones cuya rentabilidad supere la exigida (el coste medio ponderado del capital). 
La creación de valor es uno de los objetivos racionales de todo directivo empresarial (otros objetivos, no necesariamente incompatibles, pueden ser aumentar la facturación, el número de clientes, la cuota de mercado, la sostenibilidad, el empleo, la calidad, etc.). No obstante, en un mundo competitivo, es muy difícil encontrar inversiones que, teniendo en cuenta el riesgo, sean más rentables que el coste medio ponderado del capital, porque tales oportunidades atraen naturalmente numerosos candidatos, lo que hace bajar su rentabilidad. El trabajo de creación de valor es, por tanto, permanente.

## En mercadotecnia
En dirección de marketing, la creación de valor es aumentar para el cliente el valor psicológico de una experiencia, de un servicio o de un producto, y por tanto la posibilidad de vendérselo más caro.
Ejemplo: en el mercado de las aguas minerales las hay de muchos precios. En principio, un consumidor racional escogería la más barata (o, directamente, bebería agua del grifo), y las otras no tendrían público. Pero las más caras, a través de estrategias de mercadotecnia, crean en el consumidor necesidades que le hacen separarse del comportamiento racional.
La mercadotecnia resulta del esfuerzo de adaptación de las empresas a mercados competitivos, para influir en su favor el comportamiento de sus consumidores, con una oferta cuyo valor percibido es persistentemente superior al que perciben de las ofertas de los competidores.
Muchas empresas intentan mejorar constantemente. Quieren crear valor para satisfacer sus clientes. Quieren ser únicas, ofrecer lo último en tecnología. Quieren aportar más a sus clientes que sus competidores.
La creación de valor no se limita necesariamente a aspectos subjetivos (valor psicológico); puede conseguirse mejorando aspectos objetivos, como el tiempo que necesita el cliente para hacer su encargo, el tiempo que tarda en llegarle el producto, o el número de posibilidades de las que dispone (ejemploː Netflix).

## Importancia
Que una empresa cree valor es importante porqueː
- Una razón habitual para crear una empresa es el afán de lucro. La creación de valor permite satisfacer ese afán.
- Que la empresa cree valor permanentemente asegura su supervivencia en un mercado competitivo.
- Si la empresa halla el modo de crear sustancialmente más valor que sus competidoras (por ejemplo, a través de la innovación exitosa), crecerá y aumentará su cuota de mercado, incluso hasta convertirse en un gigante.